# Furazaan
Furazaan of 1,2,5-oxadiazool is een heterocyclische aromatische verbinding, bestaande uit een vijfring met twee stikstofatomen die een zuurstofatoom flankeren. Het behoort tot de stofklasse der oxadiazolen en is structureel verwant met furaan en isoxazool.

## Synthese
Furazanen kunnen bereid worden door dehydratie van een glyoxime, of door de reactie van hydroxylamine met een oxime. Hoewel de eerste synthese van gesubstitueerd furazaan reeds in 1883 door H. Goldschmidt gebeurde, bleef de synthese van niet-gesubstitueerd furazaan door dehydratie van glyoxime lange tijd onbereikbaar. Pas in 1965 vonden Olofson en Michelman de juiste reactieomstandigheden om stabiel furazaan te bereiden.
Aanvankelijk werden deze verbindingen glyoxime-anhydride genoemd. L. Wolff stelde in 1890 de naam furazaan voor, naar analogie met furaan.

## Derivaten van furazaan
Een aantal derivaten van furazaan zijn pesticiden of farmaceutische stoffen. Het anabole steroïde furazabol bevat ook een furazaanring.
3,4-diaminofurazaan, bekomen door dehydratie van diaminoglyoxime, is de precursor van een reeks hoog-energetische furazaanderivaten die als springstof gebruikt worden.
In furazaan-N-oxide of furoxaan, een amineoxide, is een zuurstofatoom verbonden aan een stikstofatoom. Aromatische furazaanoxides zoals benzofurazaanoxide (benzofuroxaan) worden gebruikt als modifier bij de productie van rubber. CL-14 en ADNBF zijn furazaanoxides met nitrogroepen, die als springstof worden gebruikt.